# Розенмюллер, Христиан Даниил
Христиан Даниил Розенмюллер (нем. Christian-Daniel Rosenmüller; 12 апреля 1762, Эрфурт — 15 апреля 1823, Раквере) — российский юрист и педагог немецкого происхождения; профессор Императорского Дерптского университета.

## Биография
Родился 12 апреля 1762 года в городе Эрфурте и был сперва Саксен-Веймарским советником юстиции, а затем, в течение 15 лет, состоял адвокатом (консулентом) в Ревеле.
27 августа 1803 года Розенмюллер баллотировался в Совете Дерптского университета и получил большинство голосов в качестве кандидата, предложенного на замещение вакантной кафедры «эстляндского и финляндского права». Предложением от 2 октября 1803 года Министр народного просвещения Российской империи граф П. В. Завадовский утвердил избрание Розенмюллера (предложение было заслушано в Совете 6 октября).
30 мая 1804 года юридический факультет ИДУ избрал Розенмюллера в деканы на год, считая с 1 июля. В Университете он читал два курса: Любекское право (1804) и Эстляндское рыцарское и земское право (1805). 2 января 1805 года Совет Университета разрешил Розенмюллеру поездку за границу на 6 месяцев, начиная с 1 февраля 1805 года, но 6 февраля было получено предложение министра образования от 30 января о том, что он, соглашаясь на поездку Розенмюллера в Германию на 6 месяцев, находит, что «в продолжение столь долговременного отпуска не может быть ему производимо жалованье и кафедра его должна быть замещена другим профессором, дабы студенты не потерпели от того ни малой остановки в учении». Удовлетворение ходатайства Розенмюллера об отпуске с такой оговоркой побудило его подать в отставку, каковую он и получил 26 апреля 1805 года. По выходе в отставку Розенмюллер вернулся к прежним занятиям: снова стал «герцогским Веймарским юстиции советником и консулентом» в Ревеле.
Христиан Даниил Розенмюллер скончался 15 апреля 1823 года в Везенберге.